# Circassi in Giordania
I circassi della Giordania (in arabo شركس الأردن‎?) sono cittadini giordani di etnia circassa. La comunità si originò dall'afflusso di rifugiati circassi che arrivarono in Transgiordania alla fine del XIX secolo, fuggendo dal genocidio circasso attuato dall'Impero russo negli anni 1850 e più tardi nell'ambito della guerra russo-turca del 1877-1878. I rifugiati stabilirono insediamenti nel Vilayet di Siria e nelle regioni di Amman e Jerash. Ai circassi viene attribuito il merito di aver dato vita alla moderna città di Amman, precedentemente abbandonata.

## Storia

### L'esodo
In seguito al genocidio circasso attuato dall'Impero russo, centinaia di migliaia di rifugiati circassi, in quanto musulmani, vennero ospitati nei territori dell'Impero ottomano. Un accordo stipulato tra le autorità ottomane e russe stabilì l'immigrazione di un numero compreso tra i 40.000 e i 50.000 immigrati circassi. Tuttavia, furono tra gli 800.000 e 1.200.000 musulmani circassi ad arrivare, venendo poi sparsi in tutto l'impero, di questi 175.000 si insediarono nei territori a maggioranza cristiana nei Balcani. La Rivolta d'aprile del 1876, che portò poi alla guerra russo-turca del 1877-1878, fu parzialmente attribuita ad alcuni massacri di bulgari cristiani da parte di coloni circassi. Durante la successiva occupazione russa del Principato di Bulgaria e della Rumelia orientale, i circassi vennero espulsi dalla regione. In parallelo, ulteriori arrivi di circassi e di ceceni dai territori dell'Impero russo stabilirono nuove comunità in Anatolia orientale.

### Insediamento in Transgiordania

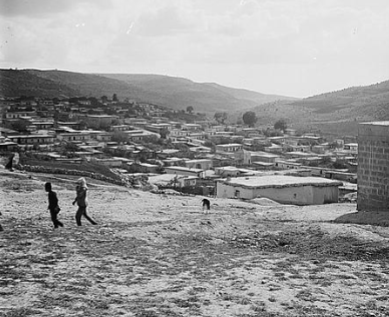
L'insediamento circasso di Wadi Al-Seer, stabilito nel 1880, foto del 1900

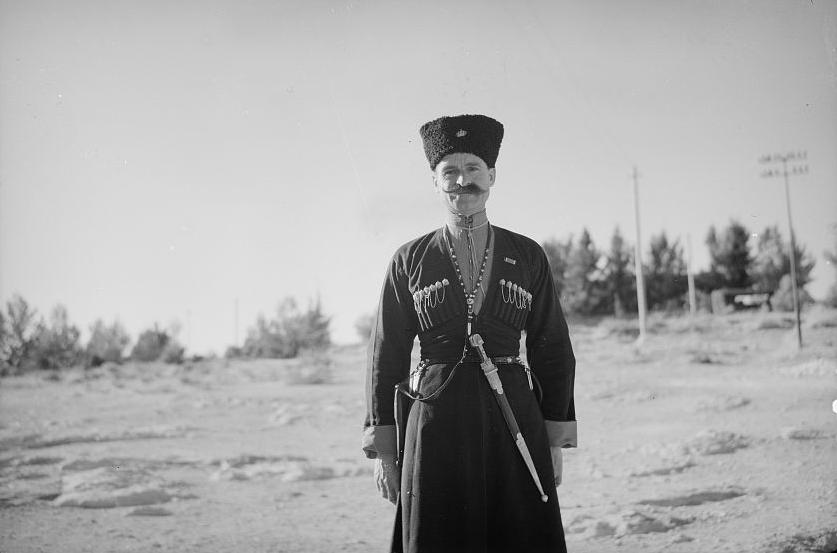
Una guardia circassa dell'emiro ʿAbd Allāh ibn al-Ḥusayn, fondatore del Regno di Giordania, 1940

Nell'ambito del declino dell'Impero ottomano, con la costante perdita dei suoi territori nei Balcani e decine di migliaia di rifugiati musulmani che si stabilivano in massa nelle città dell'Anatolia, della Tracia e della Macedonia, il governo imperiale decise di trasferire molti di questi rifugiati, tra i quali i circassi, nei territori della Siria ottomana, stabilendo comunità agricole. Queste politiche di insediamento furono anche parte di un programma volto a rafforzare il controllo del governo centrale dei territori periferici, oltre ad includere tentativi di sedentarizzare i beduini nomadi delle steppe siriane e ad imporre il controllo sulle popolazioni druse, alauite e maronite. Gli insediamenti circassi, insieme a quelli di altri gruppi etnici, come i curdi, furono strategicamente posizionati per fungere da cuscinetto tra gruppi etnici dissidenti. Nel 1878, 50.000 circassi vennero trasportati via mare verso la costa levantina da Costantinopoli, Salonicco e Kavala. Da lì, circa 25.000 furono inviati nelle regioni meridionali della Siria, principalmente nella regione di Balqa (parte dell'odierna Giordania), nelle alture del Golan e in Galilea. Il trasporto e l'insediamento della comunità furono sotto la supervisione del governatore di Damasco. I nuovi arrivati furono inizialmente ospitati in scuole e moschee fino al loro reinsediamento.
Le autorità ottomane assegnarono ai coloni circassi terreni vicini a fonti d'acqua e campi di grano. Tra il 1878 e il 1884, tre villaggi circassi furono fondati nelle aree della moderna Giordania: Amman (nel 1878) e Wadi Al-Seer (nel 1880) nella regione di Balqa e Jerash nel Jabal Ajlun). Amman era stata abbandonata durante il XIV secolo e il nuovo insediamento circasso segnò la fondazione della città moderna. Il primo gruppo di circassi apparteneva alla tribù dei sciapsughi che furono successivamente raggiunti da cabardi e abzakh. Durante la seconda grande ondata di immigrazione del 1901-1906, che comprese anche molti rifugiati ceceni, vennero fondati cinque insediamenti misti circassi e ceceni: Na'our (nel 1901), al-Zarqa (nel 1902), Russeifa (nel 1905), Swaylih (nel 1905) e al-Sukhnah (nel 1906), tutti situati nelle vicinanze di Amman.
I locali beduini e gli abitanti arabi di al-Salt vedevano i coloni circassi come beneficiari e agenti del governo a causa delle concessioni di terra e delle esenzioni dalle tasse che avevano ricevuto e del servizio che molti assunsero nella Gendarmeria ottomana. I circassi si rifiutavano di pagare le khuwwa (le tasse di protezione) sollecitate dai beduini. La reciproca ostilità tra i circassi e i loro vicini arabi nomadi e stanziali portò a numerosi scontri. Nonostante la superiorità negli armamenti e nella mobilità beduina, i circassi mantennero le loro posizioni e furono temuti dai beduini e dai cittadini di al-Salt.
Gli insediamenti circassi della regione di Balqa si dimostrarono parte integrante del programma di espansione del controllo governativo ottomano nelle regioni della Siria meridionale. I coloni circassi formarono una milizia periodica usata dal governo contro le ribellioni locali e rappresentarono un fattore chiave nell'integrazione dell'economia locale attraverso la produzione agricola, il trasporto del grano, la costruzione e la protezione della ferrovia dell'Hegiaz e il servizio negli enti amministrativi locali. Con l'aumentare del loro numero, i circassi divennero una grande potenza locale che stipulò numerosi patti con i beduini, inclusa un'alleanza di mutua difesa con i Bani Sakhr alla fine degli anni 1890. L'alleanza si dimostrò determinante nell'intervento dei Bani Sakhr nel conflitto del 1906-1910 tra i circassi e la confederazione tribale di Balqawiyya. Gli insediamenti circassi, ceceni e turkmeni consolidarono il nuovo ordine sedentarizzato in atto nella Balqa, che comprendeva anche i cittadini di al-Salt, di al-Karak e le tribù beduine che stabilivano i propri villaggi agricoli. Due nuove strade tra Jerash e Amman furono costruite rispettivamente attraverso al-Ruman e Swaylih per accogliere i carri trainati da buoi dei coloni, mentre numerose strade secondarie furono stabilite per collegare Amman ai suoi villaggi satellite circassi e ceceni. Intorno alla prima guerra mondiale c'erano 5.000-6.000 circassi in Transgiordania.

### In seguito all'indipendenza della Giordania
Dal momento che Amman ha registrato una crescita esponenziale della popolazione durante il XX secolo, con l'arrivo di centinaia di migliaia di arabi giordani e palestinesi, la proporzione della comunità circassa sulla popolazione della città è attualmente pari a circa il 5%. La maggior parte dei circassi in Giordania è parte della classe media urbana del paese. Molti esponenti della comunità trovano impiego nella burocrazia e nell'esercito e hanno una rappresentanza significativa nel parlamento e nel governo della Giordania.
Ai circassi, insieme ai ceceni, sono riservati tre seggi nel parlamento giordano.

## Cultura e identità

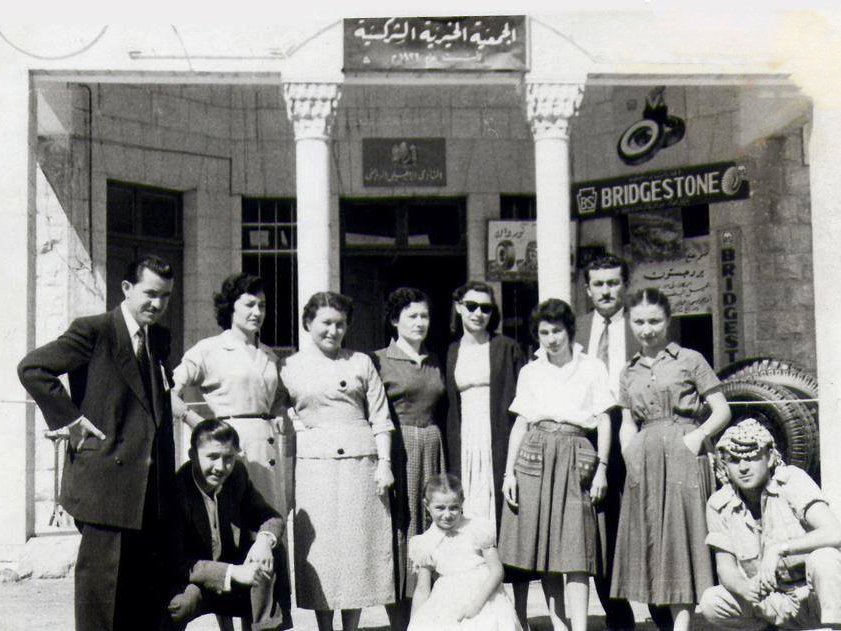
Circassi ad Amman, 1958

L'identità culturale della comunità circassa giordana è principalmente fondata sul modello di rifugiati, coloni e musulmani. A partire dagli anni 1950, le associazioni circasse e i club giovanili iniziarono a tenere spettacoli incentrati sul tema dell'espulsione e dell'emigrazione dal Caucaso e del reinsediamento in Giordania, che spesso suscitarono risposte emotive da parte del pubblico circasso. Le esibizioni attraggono l'interesse di spettatori circassi e arabi in importanti eventi culturali nazionali, incluso l'annuale Festival di Jerash. Le esibizioni si concentrano sulle difficoltà dell'esodo, sui primi raccolti e sulla costruzione dei primi insediamenti.
I primi coloni circassi parlavano principalmente l'adighè, il cabardo e altre lingue circasse. 
Oggi, circa il 17% della comunità circassa giordana parla adighè.